# 钢城区

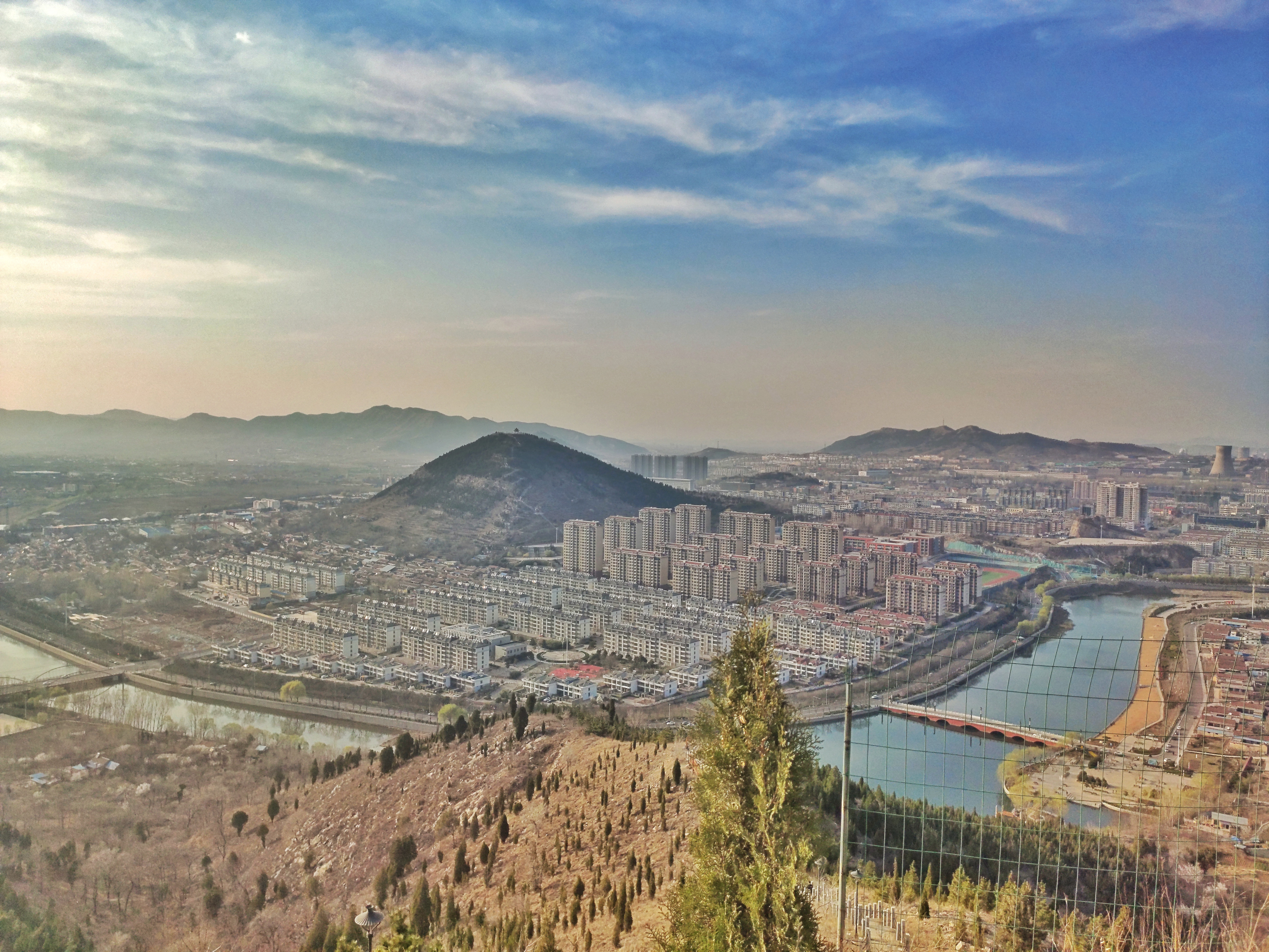
由双凤山公园俯瞰钢城

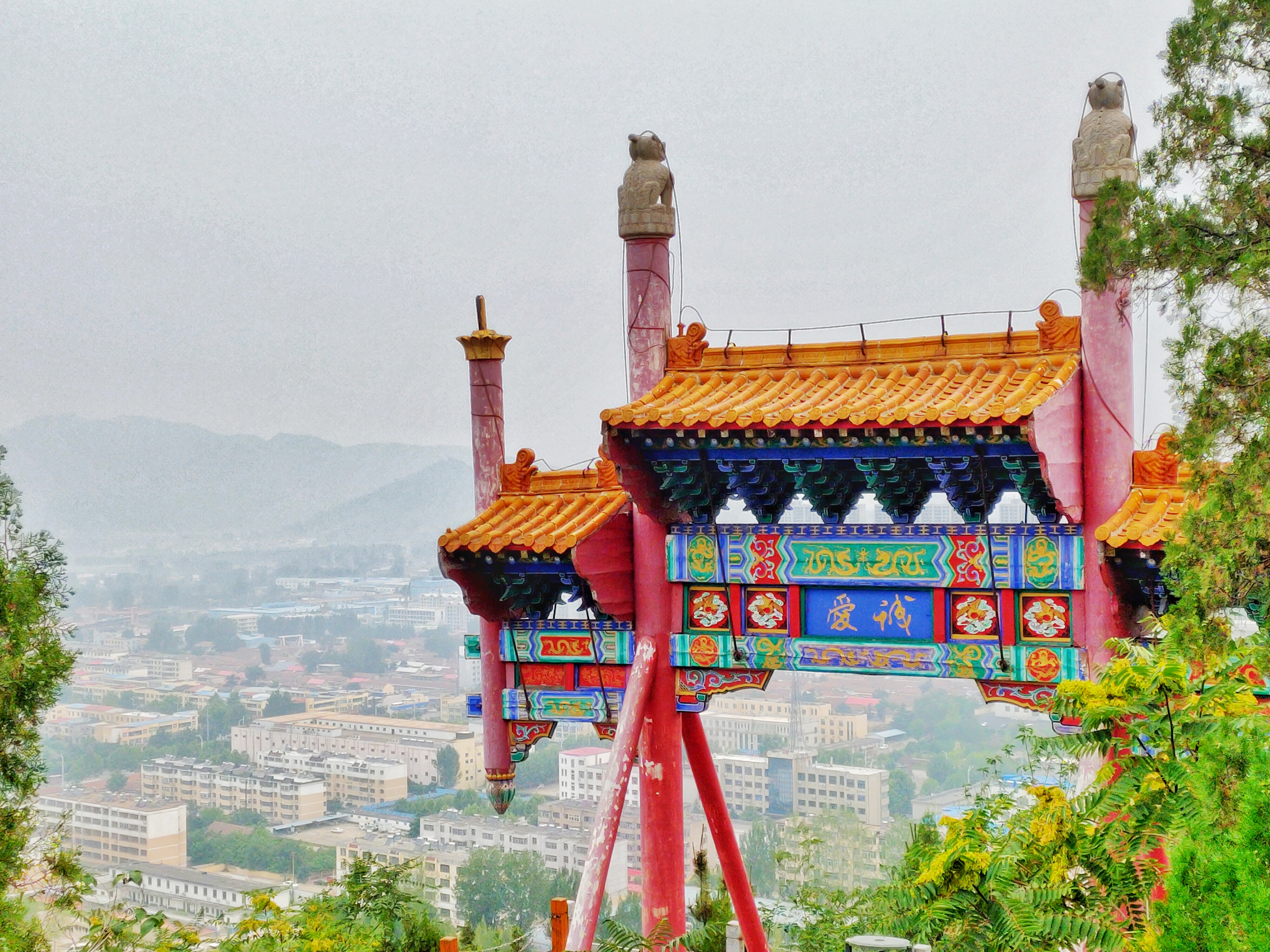
从爱山公园上俯瞰钢城区

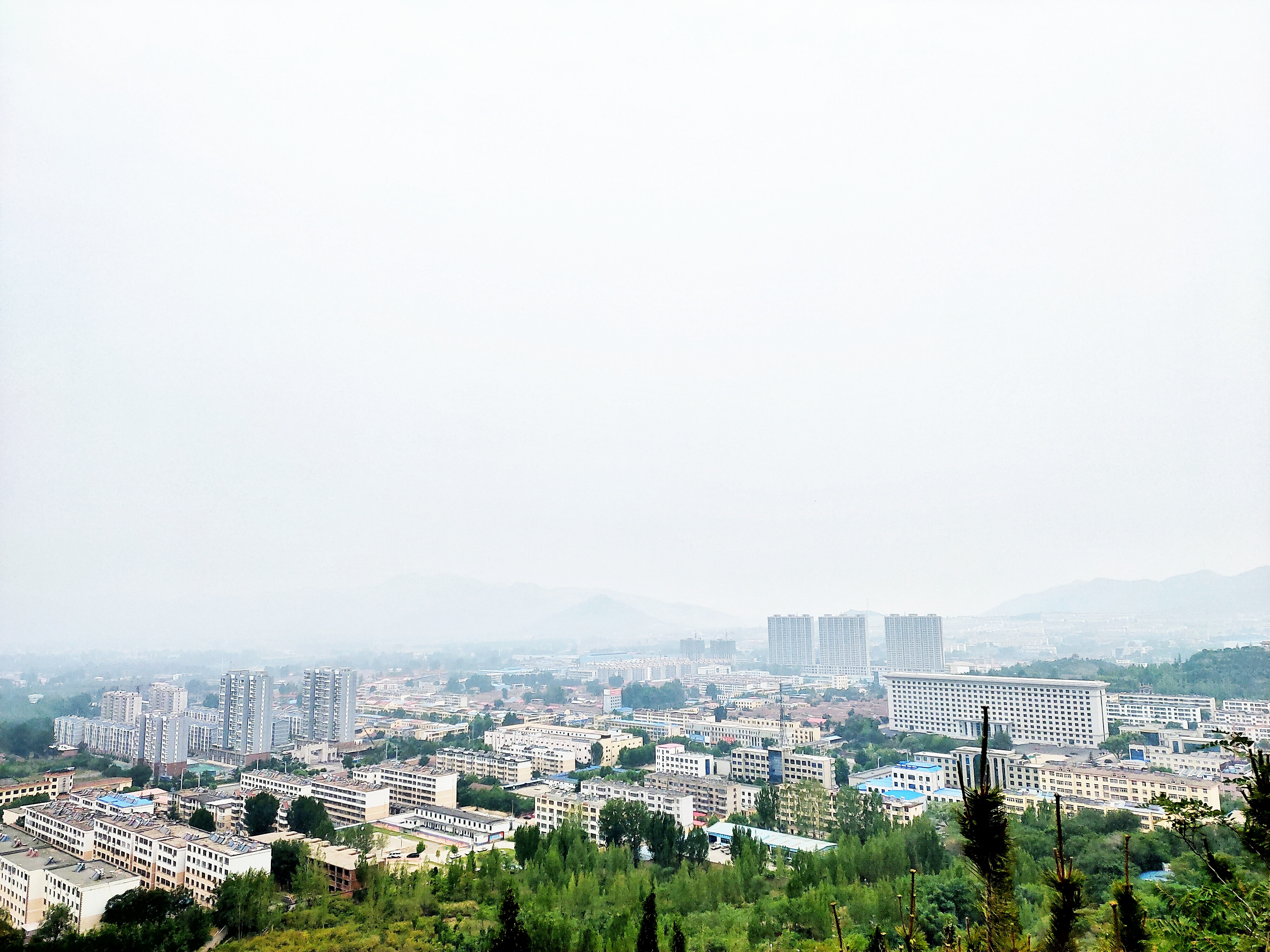
钢城区城区，右侧白色单体式办公楼为钢城区政府龙腾大厦

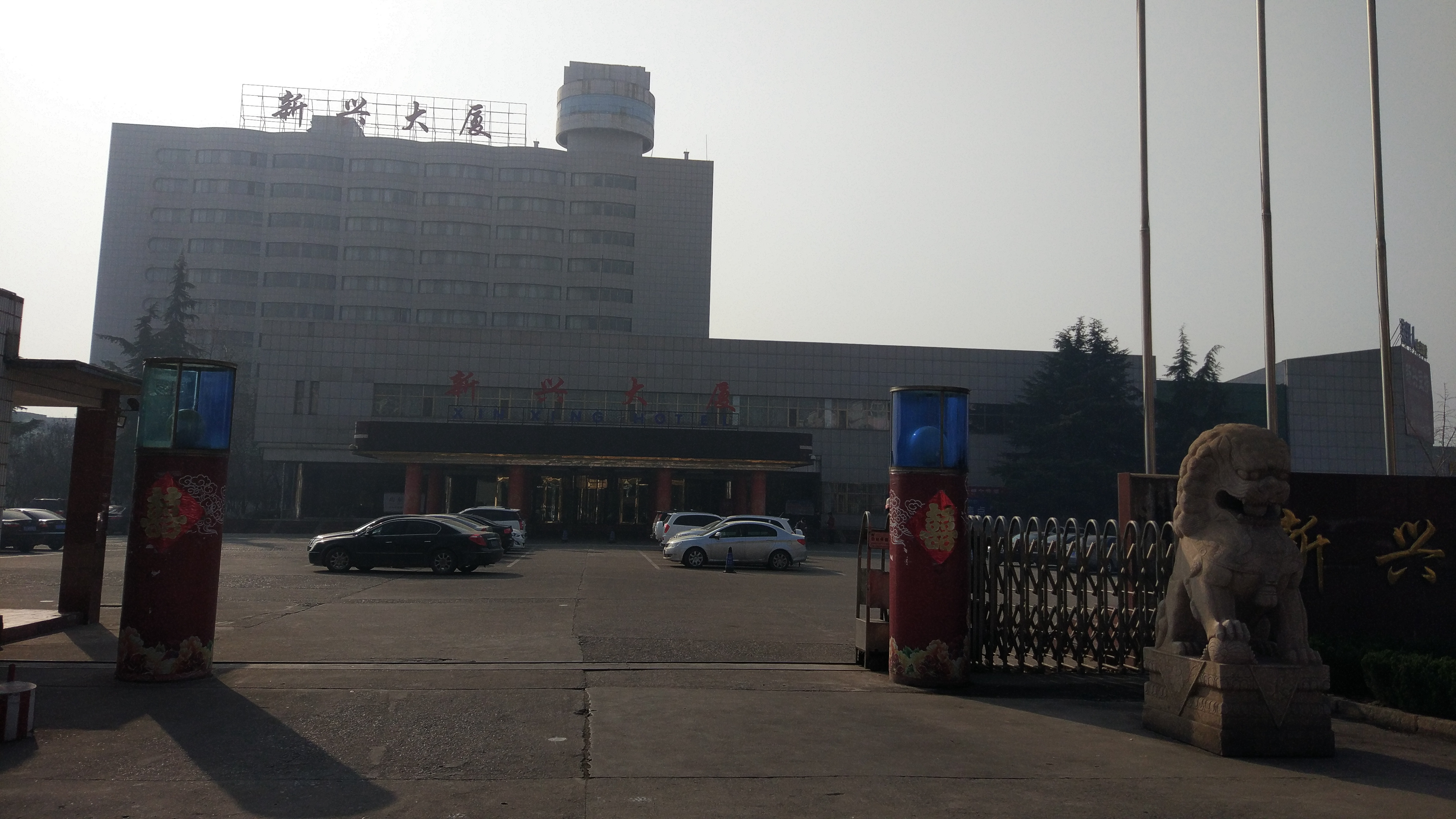
莱钢新兴大厦

钢城区是中国山东省济南市的一个市辖区。区内建有莱钢集团和山东钢铁集团莱芜分公司等国有大型钢铁企业，是山东省重要的重工业区和钢铁加工区。钢城区位于济南市东南，多为山区，南与泰安市新泰市相连，东接淄博市沂源县，西、北两面与济南市莱芜区相连。區人民政府駐艾山街道府前大街27号。
钢城区因境内莱钢集团而得名，是由原县级莱芜市、新泰市和沂源县拆分部分乡镇合并而成的新城区。截至2019年8月，钢城区下辖5个镇（街道）以及钢城经济开发区、钢城高新区、棋山国家森林公园3个功能区。

## 历史沿革

### 史前至三代
根据境内牟城遗址考究，商朝时境域北部属牟国地。周朝时，境域北部属牟子国地。
据史籍记载，桓王十五年（公元前689年），鲁桓公和齐襄公在艾地（今钢城区艾山街道）会见，目的是为了谋划安定许国。桓王二十三年（公元前697年）鲁桓公与齐僖公在艾地（今钢城区艾山街道）相会。

### 秦代至清末

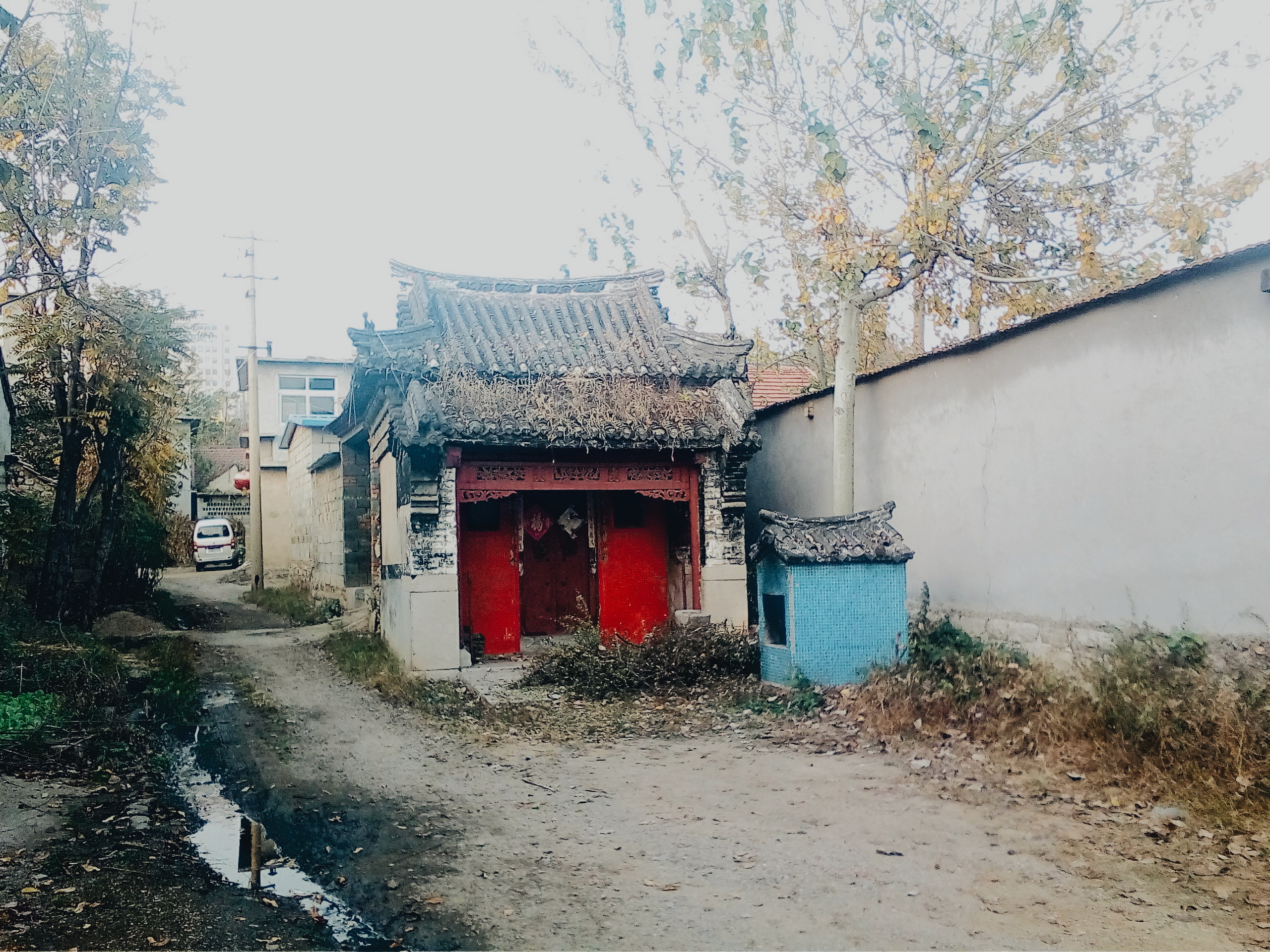
位于钢城区汶源街道桲椤村的关帝庙，重修于1813年,现为区级文保

秦朝（公元前221年至前206年）设嬴县，区内属其管辖。
汉朝初年（约前206年）区境内置牟县，属泰山郡，县治在今钢城区辛庄镇赵家泉村。区内北部属牟县管辖，南部（今汶源街道、艾山街道一带）属益县范围，属北海郡。
隋朝，钢城区境域北部属赢县，南部属新泰县。
唐朝，境域北部属莱芜县，南部属新泰县。
宋朝初，区境内北部属莱芜县，南部属新泰县，后属蒙阴县。
明朝，境域北部（今艾山街道城子坡、颜庄镇和里辛街道）属莱芜县东乡至清代未变，南部黄庄镇（今汶源街道）、寨子乡（今艾山街道寨子）属蒙阴县北一区。
清朝，黄庄镇（今汶源街道）先后划属莱芜县、新泰县。辛庄镇属莱芜县东乡鹏山、芦城、铁车保。
清嘉庆五年（1800年），潘西一带（今钢城区颜庄镇莲花池村）民众开采煤矿，所采煤层为二、三、四、五层，为日后山东能源新矿集团万祥矿业（原潘西煤矿）奠定了基础。

### 民国时期
民国初年，取消乡、保设区，境内北部城子坡镇、颜庄镇与里辛镇（今艾山街道城子坡、颜庄镇和里辛街道）划归莱芜县第四区（颜庄区），境内南部黄庄镇（今汶源街道）与寨子乡（今艾山街道寨子）归蒙阴县，境内辛庄镇归莱芜县铁车区。1939年8月，莱芜县抗日民主政府成立后第四区（颜庄区）建制未变。
1940年7月，蒙阴县抗日民主政府成立，黄庄镇（今汶源街道）属第七区黄庄乡。1941年春，莱芜县分为莱北、莱东和新甫三县，境内北部所属的第四区（颜庄区）被分为4个小区，即南冶区、清泥区、棋山区（属新甫县）和黄花区（属莱东县）；境内寨子乡（今艾山街道寨子）属新甫县；境内辛庄镇属莱东县铁车区、鹏山区和辛庄区。
1942年8月蒙阴县第七区改名为张黄区，黄庄镇（今汶源街道）属蒙阴县张黄区。1943年秋，黄庄镇（今汶源街道）划归莱东（博莱）县，1944年3月属地设黄庄区，1944年5月其复归蒙阴县。1945年7月，黄庄镇（今汶源街道）划归新建沂源县。1950年改称第八区，1955 年称辛庄区。
1945年10月境内北部原颜庄区拆分所属4小区（南冶区、清泥区、棋山区和黄花区）又合并成为颜庄区，境内南部寨子乡（今艾山街道寨子）划归新泰县，辛庄镇所属3小区（莱东县铁车区、鹏山区和辛庄区）合并为铁车区。

### 中华人民共和国时期
1950年，今境内北部地区所属的莱芜县颜庄区改称第七区，境内南部地区所属的沂源县黄庄区改称第六区，境内南部寨子乡（今艾山街道寨子）属新泰县第二区，境内辛庄镇所属的铁车区改称第八区，1955年10月莱芜县颜庄区、铁车区和沂源县黄庄区恢复原名，新泰县第二区改称翟镇区。1958年拆分莱芜县颜庄区为颜庄乡和郑王庄乡，拆分沂源县黄庄区为黄庄乡和徐家庄乡，拆分新泰县翟镇区为翟镇、曹家庄镇、寨子乡，拆分莱芜县铁车区为辛庄乡、铁车乡。
1958年9月，原黄庄区两乡改称黄庄人民公社、徐家庄人民公社；10月份，原颜庄区两乡改称颜庄人民公社与郑王庄人民公社，撤销新泰县原翟镇区3乡成立翟镇人民公社，原铁车区两乡合并为辛庄公社。1959年2月原颜庄区两个公社合并为颜庄人民公社，1965年原黄庄区两公社合并，复设黄庄区，下辖黄庄、丈八丘、上峪、王家庄、徐家庄、埠西、西门地7个公社。
1969年11月，莱芜钢铁工程指挥部在济南成立。1970年1月下旬开始，参加莱钢建设大会战的设计、勘测人员进入今钢城区境内展开工作。 1970年2月，指挥部由济南迁至莱钢工程现场（“山东省七〇一指挥部”，今钢城区莱钢集团驻地 ）办公，4月11日莱钢工程会战誓师大会在区境内召开，工程大会战展开。莱芜县组建民工团参加建设。1972年9月15日定名为莱芜钢铁厂，现为山东钢铁集团莱钢集团。
1971年5月，沂源县黄庄区撤区并社，今境内南部复设黄庄公社、徐家庄公社。
1983年8月，中国国务院批复同意，撤销莱芜县，设立省辖县级莱芜市，由地级泰安市代管。今钢城区境内分属莱芜市颜庄公社和辛庄公社、新泰市翟镇公社和沂源县黄庄公社，同时划出徐家庄公社。
1984年2月，新泰县原翟镇公社改称翟镇办事处，下辖寨子乡（今艾山街道寨子）等9乡。4月，今境内北部所属的原莱芜市颜庄公社撤销，改建颜庄办事处，下辖颜庄、城子坡两镇及西港、澜头、里辛、郑王庄和棋山5个乡，100个行政村、117个自然村。莱芜市原辛庄公社改称辛庄办事处。同年6月，沂源县黄庄公社、徐家庄公社合并复称黄庄区。
1985年10月，莱芜市辛庄办事处分为辛庄镇、铁车乡。11月，沂源县黄庄区撤区并乡改称黄庄镇，下辖42个行政村，55个自然村。新泰市翟镇办事处撤处并乡，原寨子乡、庙子乡合并为寨子乡，下辖22个行政村、22个自然村。莱芜市颜庄办事处撤处并乡，建颜庄镇、城子坡镇（今艾山街道城子坡）和里辛乡（今里辛街道）
1990年8月，将县级莱芜市颜庄镇、城子坡镇、里辛乡和新泰市寨子乡、沂源县黄庄镇等5个乡镇划归莱芜市钢城办事处管辖。钢城办事处为莱芜市政府的派出机构（副县级）。
1992年11月22日，国务院（国函[1992]182号）批准：莱芜市由县级市升格为地级市，设立钢城区。钢城区辖原莱芜市城子坡镇、颜庄镇、黄庄镇、里辛乡、寨子乡5个乡镇，区人民政府驻城子坡镇。1995年9月，城子坡镇撤镇设街道，成立城子坡街道；里辛乡撤乡设镇，成立里辛镇。2000年12月，城子坡街道与寨子乡合并，成立艾山街道。
2006年6月，辛庄镇由莱城区划入钢城区。2012年11月8日，里辛镇撤镇设街道，成立里辛街道；黄庄镇撤镇设街道，成立汶源街道。
2019年1月9日，国务院批准撤销莱芜市，钢城区划归济南市管辖。
2020年7月7日，经山东省人民政府批准，撤销钢城区颜庄镇，设立颜庄街道；撤销钢城区辛庄镇，设立辛庄街道。

## 地理

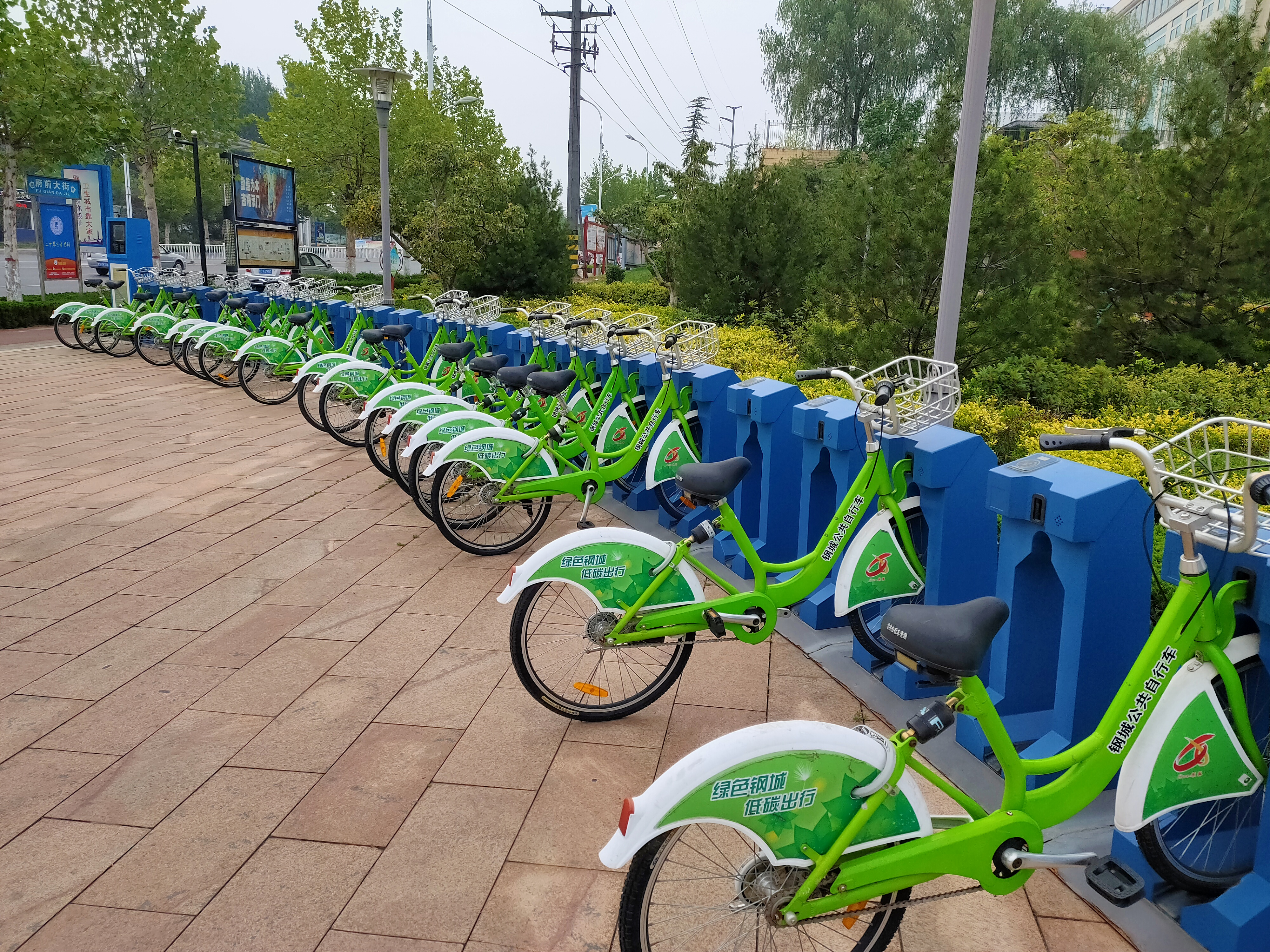
钢城区共享自行车

### 位置面积

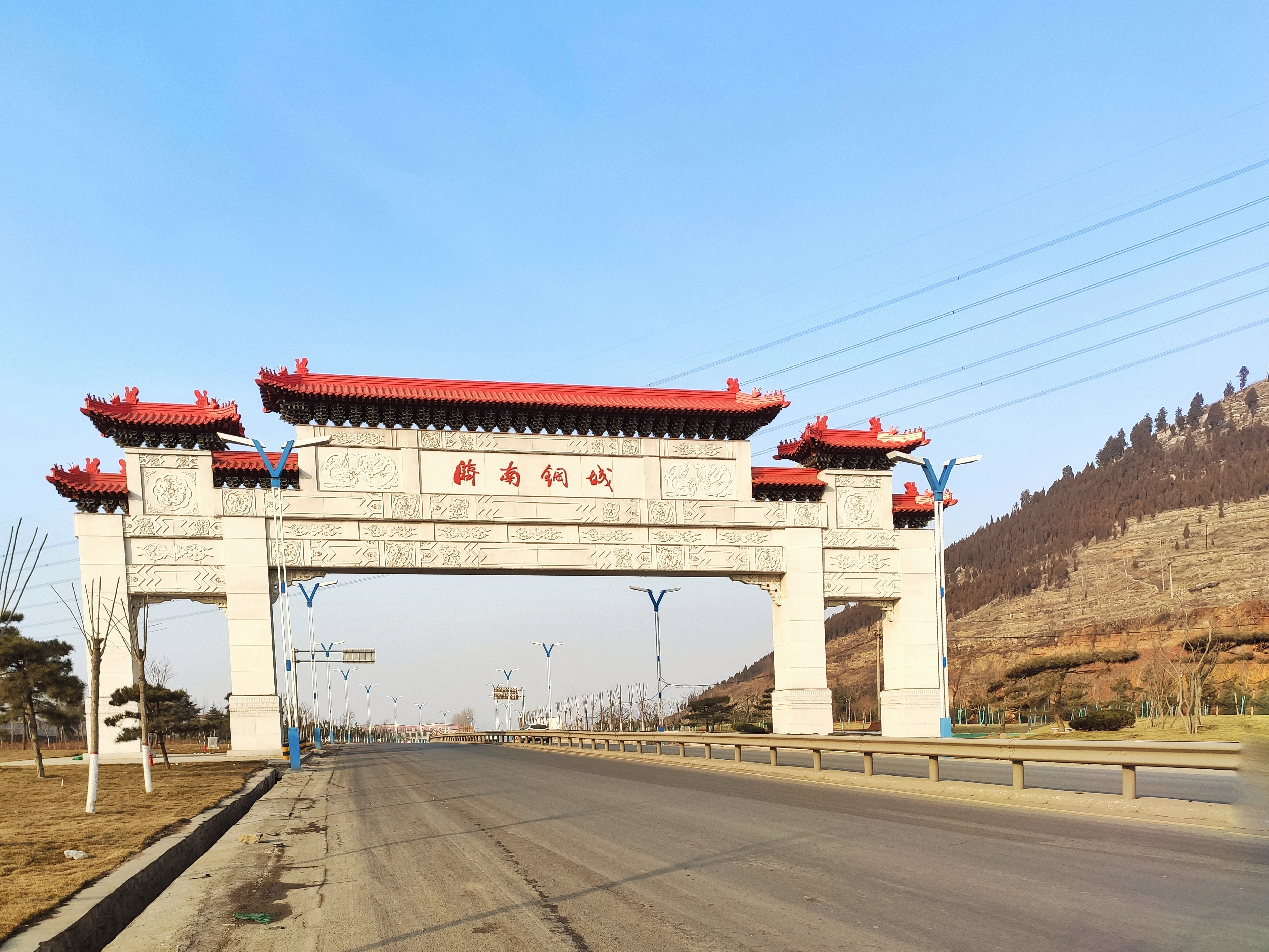
济南市钢城区与泰安市新泰市交界处，位于205国道

钢城区地处山东省中部，泰山东麓，是济南市一个市辖区。钢城区位于北纬35°59'32''至36°17'16''，东经117°40'56''至117°58'07''之间，总面积506.42平方千米，占济南市总面积的约4.9%。大致呈上底短、下底长的梯形。
钢城区北接济南市莱芜区，南邻新泰市，东邻沂源县。钢城区距离济南市中心132公里、莱芜区政府驻地20公里。

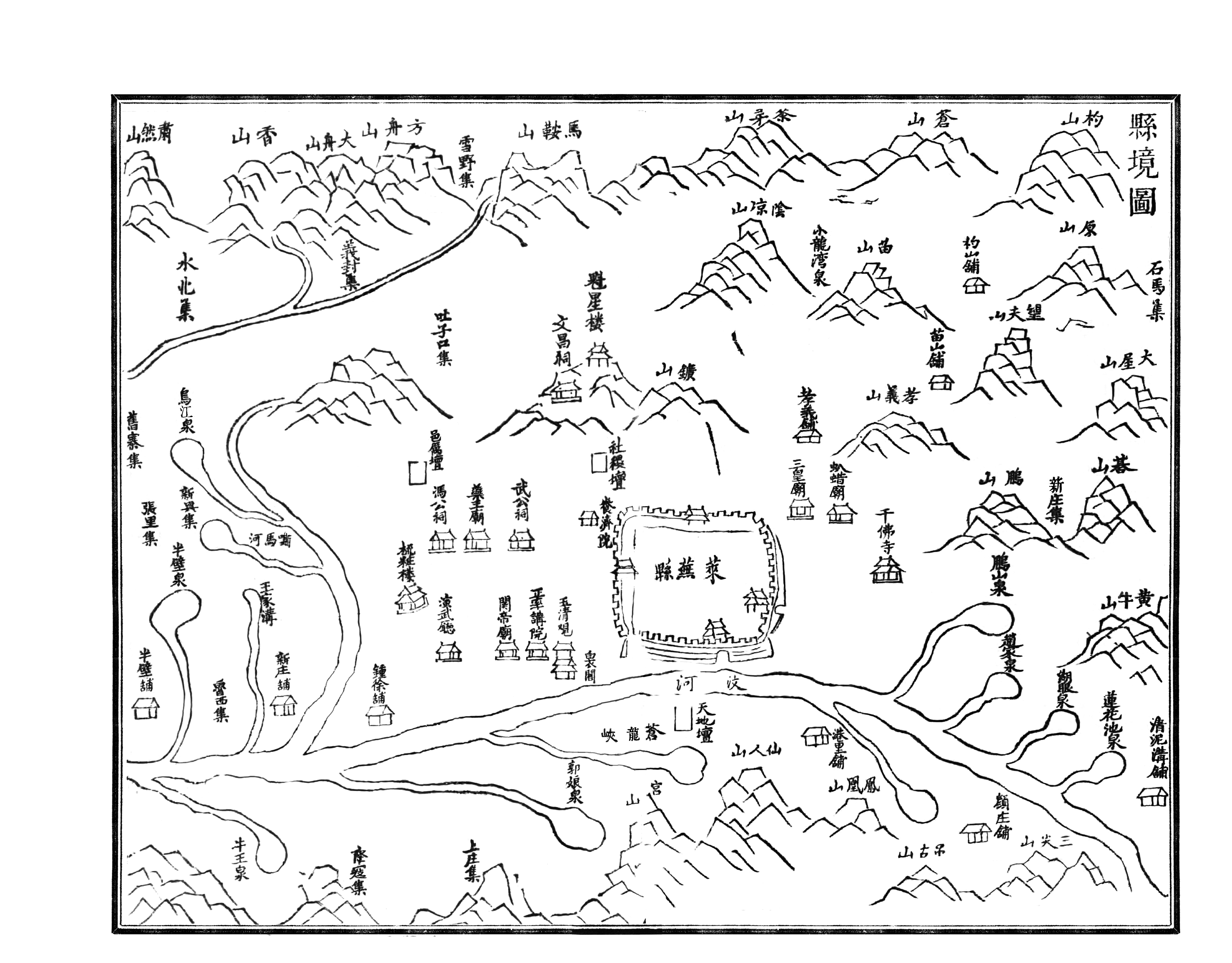
康熙莱芜县地图，右下角为今钢城区境部分

### 气候
钢城区属暖温带半湿润大陆季风性气候，特点是冬冷夏热，四季分明。春季为2月初至5月初，气温回升快，风多雨少，气候干燥，初春常有霜冻，晚春多干旱。夏季为5月初至8月初，气温高，湿度大，降水集中，并常出现大风、暴雨、冰雹等灾害。秋季为8月初至11月初，市冬季风势力逐渐增强，夏季风逐渐南撤的时期，冷空气逐渐推进并分裂为小高压控制本地，空气层结构稳定，天气多晴朗日照充足，昼夜温差大。个别年份冬季风来迟，夏季风仍盛，则会秋雨连绵。冬季为11月初至次年2月初，收北方冷高压控制，北风多，温度低，雨雪少，气候干冷。多年平均气温13.0℃，1月平均气温8.1℃，极端最低气温-22.5℃；7月平均气温30.9℃，极端最高气温39.9℃。年平均日照时数2543.6小时。历年- 10℃低温天数为 12.4天，最高气温高于30℃的天数为64.5天。年平均降水量729.1毫米，降雨集中在每年6月至9月，7月份雨水量最多，平均月降水量为201.39毫米。

### 地形地貌

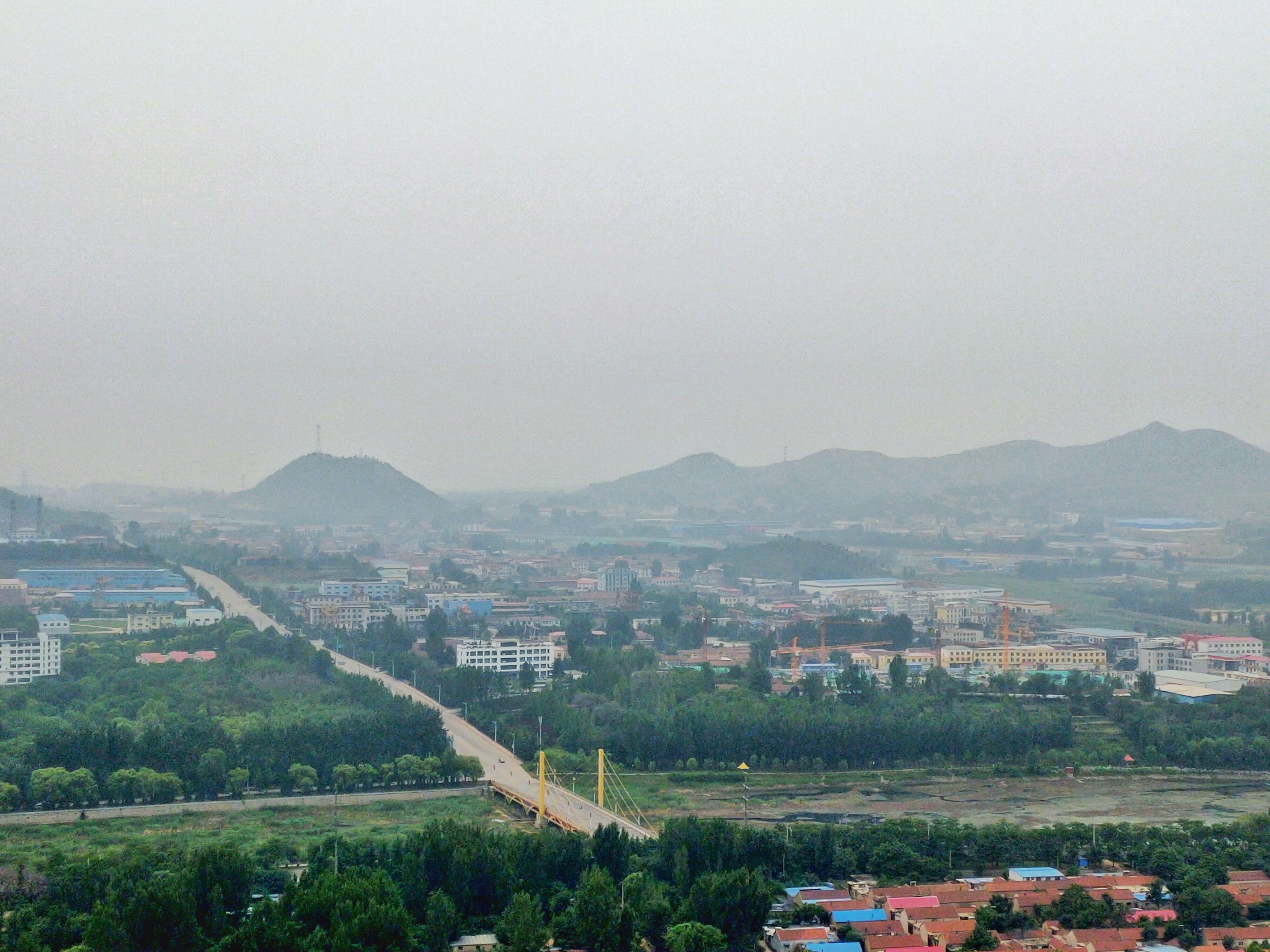
钢城区南部山区

钢城区位于鲁中丘陵地带，地处莱芜半圆形盆地东南边缘丘陵山地，山丘连绵，地势南陡北缓，东高西低，呈向西北方向敞开的扇形地貌，变化较大，自然地面标高在海拔250米至海拔300米之间。钢城区地质构造属鲁西弧形构造体系的一部分，以断裂为主、褶皱次之，区内出露地层由老到新依次为寒武系、奥陶希、石炭系、二叠系、白垩系和第四系，主要岩层为泰山杂岩、寒武系灰岩页岩、奥陶系灰岩、石炭二叠系砂页岩及煤层，以及第四系黄土沙砾石层。区内主要断裂构造有清泥沟断裂、里辛——郑王庄断裂、西冶断裂，几条主要断裂的切割、错动，构成东泉断块、清泥沟断块和丈八丘断块3个断块，每个断块均为各自独立的水文地质单元。钢城区东、南、西三面环山，沟壑纵横，地貌单元由南至北为剥蚀成因的残丘和冲积而成的平原，具体分为低山丘陵、岭坡梯田、山前阶地、河谷平原4个微地貌单元。
钢城区境内南部为徂徕山余脉，基本上呈东西走向，东部为泰沂山区，基本上呈南北走向。旋崮海拔732米，是境内最高峰。

### 水文
大汶河水系发源于钢城区汶源街道，区内大汶河又称牟汶河，大致自东向西流入莱芜区境内。境内河流主要有牟汶河及其支流辛庄河、盘龙河、颜庄河、阎王河、澜头河。牟汶河境内主河道长27千米，辛庄河境内长29.3千米，盘龙河境内主河道长23千米，颜庄河境内长17千米，阎王河境内长10.24千米，澜头河境内长10.5千米。

## 政治与区划

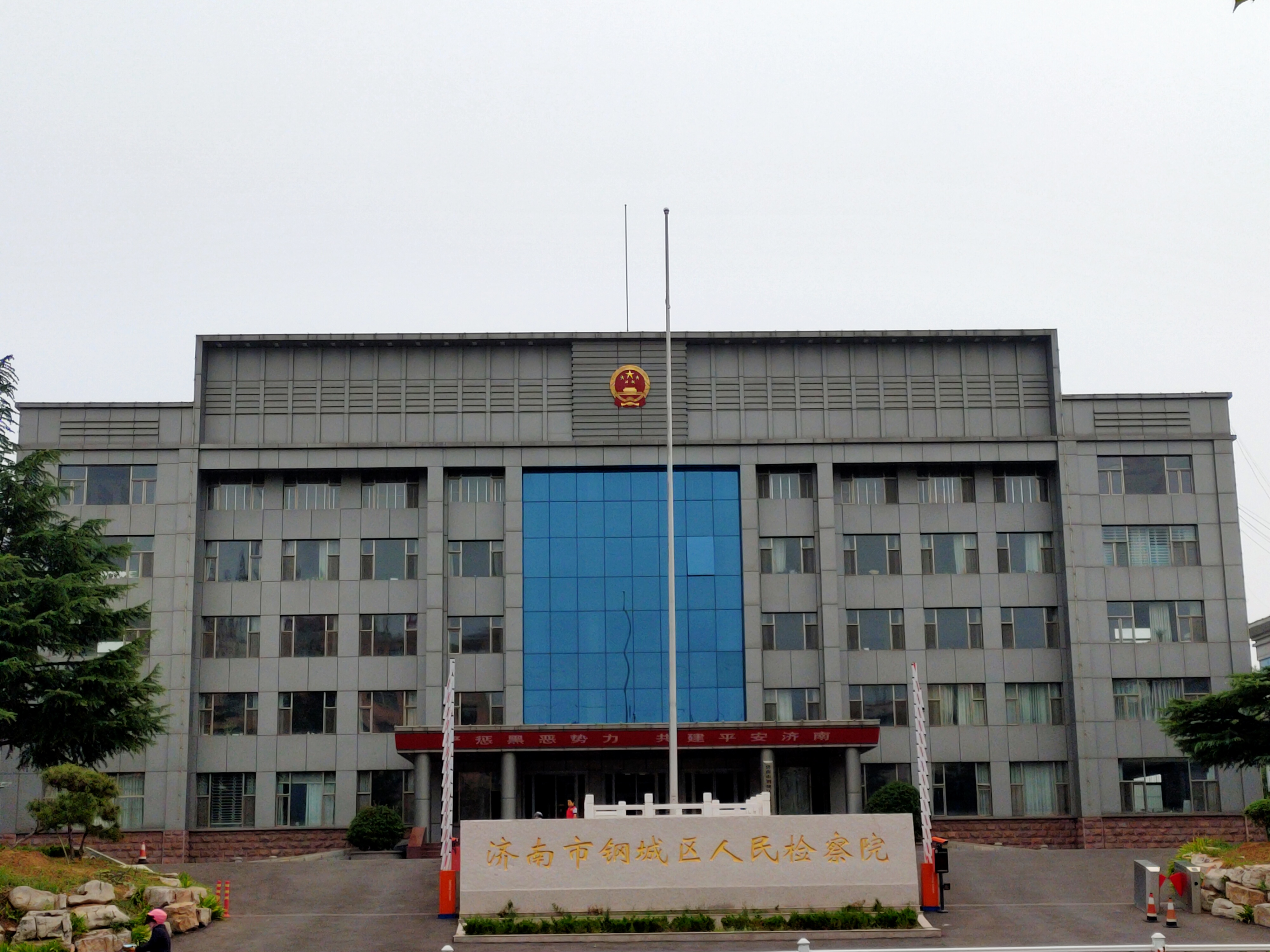
钢城区人民检察院大楼

### 现任领导
钢城区于1992年成为原山东省莱芜市下辖的一个市辖区，2019年1月成为济南市市辖区，其政治体制与中国大陆其他市辖区政府基本相同。济南市钢城区人民政府成立于2019年，以原地级莱芜市政府以及原莱芜市钢城区政府机构重组产生，行使钢城区境内的行政职能。中国共产党是钢城区唯一的执政党，中国共产党济南市钢城区委员会（前身为中共莱芜市钢城区委）成立于2019年，在钢城区范围内执政。至2019年7月底，中共钢城区区委书记为武树华，钢城区人民政府代区长为郅颂。
| 机构     | · 中国共产党 · 济南市钢城区委员会 · 书记 | 济南市钢城区人民代表大会 常务委员会 主任 | 济南市钢城区人民政府 代区长 | · 中国人民政治协商会议 · 济南市钢城区委员会 · 主席 |
| -------- | ---------------------------------------- | ---------------------------------------- | --------------------------- | -------------------------------------------------- |
| 姓名     | 武树华                                   | 王纪青                                   | 郅颂                        | 李全义                                             |
| 民族     | 汉族                                     |                                          | 汉族                        |                                                    |
| 籍贯     | 山东省东平县                             |                                          | 山东省济南市                |                                                    |
| 出生日期 | 1961年8月（63歲）                        |                                          |                             |                                                    |
| 就任日期 | 2019年1月                                | 2019年1月                                | 2019年8月                   | 2019年1月                                          |

### 行政区划
钢城区1992年建区时设城子坡、黄庄和颜庄3个建制镇，里辛、寨子2个乡。其下辖5个街道和4个功能区（含钢城工业区），共含230个行政村（社区）。
| 区划名称                    | 面积           | 常住人口 | 邮政编码 | 行政区划代码 | 村级区划数 | 治所                        |
| --------------------------- | -------------- | -------- | -------- | ------------ | ---------- | --------------------------- |
| 艾山街道                    | 62.3平方千米   | 6.4874万 | 271104   | 370117001    | 25         | 济南市钢城区清泥沟九龙大街  |
| 汶源街道                    | 74.14平方千米  | 7.4078万 | 271129   | 370117003    | 38         | 济南市钢城区黄庄一村        |
| 里辛街道 （钢城经济开发区） | 89.11平方千米  | 6.4678万 | 271126   | 370117002    | 48         | 济南市钢城区北外环路        |
| 颜庄街道                    | 71.75平方千米  | 5.5934万 | 271107   | 370117100    | 42         | 济南市钢城区205国道颜庄大道 |
| 辛庄街道                    | 167.03平方千米 | 4.4747万 | 271109   | 370117101    | 62         | 济南市钢城区辛庄村          |
| 钢城高新技术开发区          | 42.09平方千米  | 0.9312万 | 271104   |              | 15         | 济南市钢城区南外环路        |
| 棋山国家森林公园            | 12平方千米     | 1.2181万 | 271100   |              | 28         |                             |

## 人口
截至2019年，钢城区户籍人口30.95万，常住人口32.5804万人。
根据第七次全国人口普查数据，截至2020年11月1日零时，钢城区常住人口286966人；共有家庭户110286户，集体户8115户，家庭户人口为270502人，集体户人口为16464人；常住人口中，男性人口为145741人，占50.79%；女性人口为141225人，占49.21%。

## 经济
| 钢城区部分年份居民收入情况                          | 钢城区部分年份居民收入情况 | 钢城区部分年份居民收入情况 | 钢城区部分年份居民收入情况 |
| --------------------------------------------------- | -------------------------- | -------------------------- | -------------------------- |
| 年份                                                | 在岗职工平均工资           | 农民人均纯收入             | 城镇居民人均可支配收入     |
| 1993                                                | 2216                       | 1616                       |                            |
| 2000                                                | 6600                       | 3292                       | 6532                       |
| 2003                                                | 8914                       | 3923                       | 8469                       |
| 2005                                                | 15267                      | 4760                       | 10786                      |
| 2007                                                | 33819                      | 6121                       | 14906                      |
| 2009                                                | 45882                      | 7679                       | 21641                      |
| 2011                                                | 51078                      | 9978                       | 26646                      |
| 2013                                                | 55950                      | 12613                      | 32750                      |
| 2016                                                | 59646                      | 15336                      | 35463                      |
| 参考来源：《钢城区历年居民收入情况》 单位：人民币元 |                            |                            |                            |

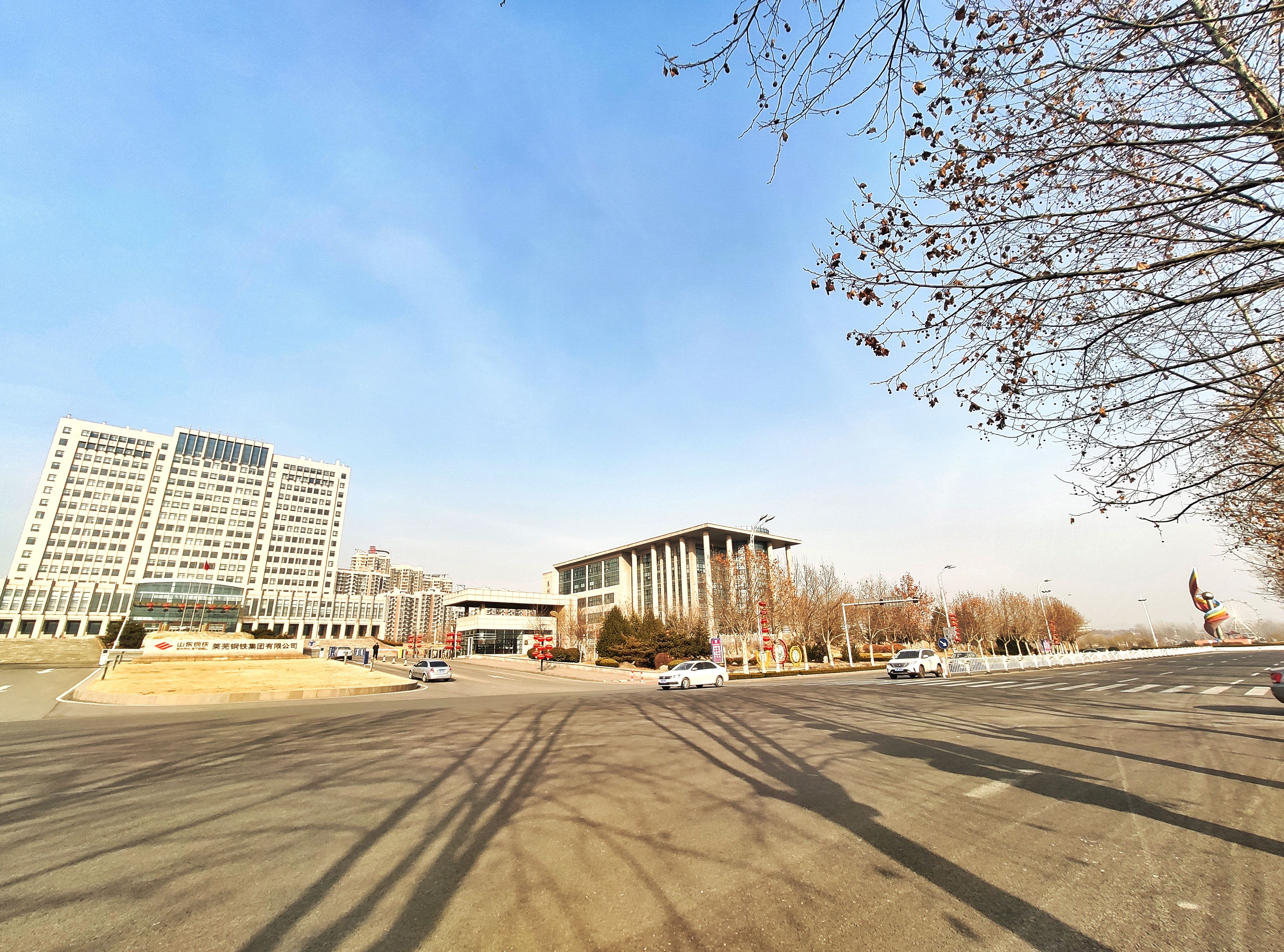
山东钢铁莱芜钢铁集团办公楼，位于钢城区府前大街

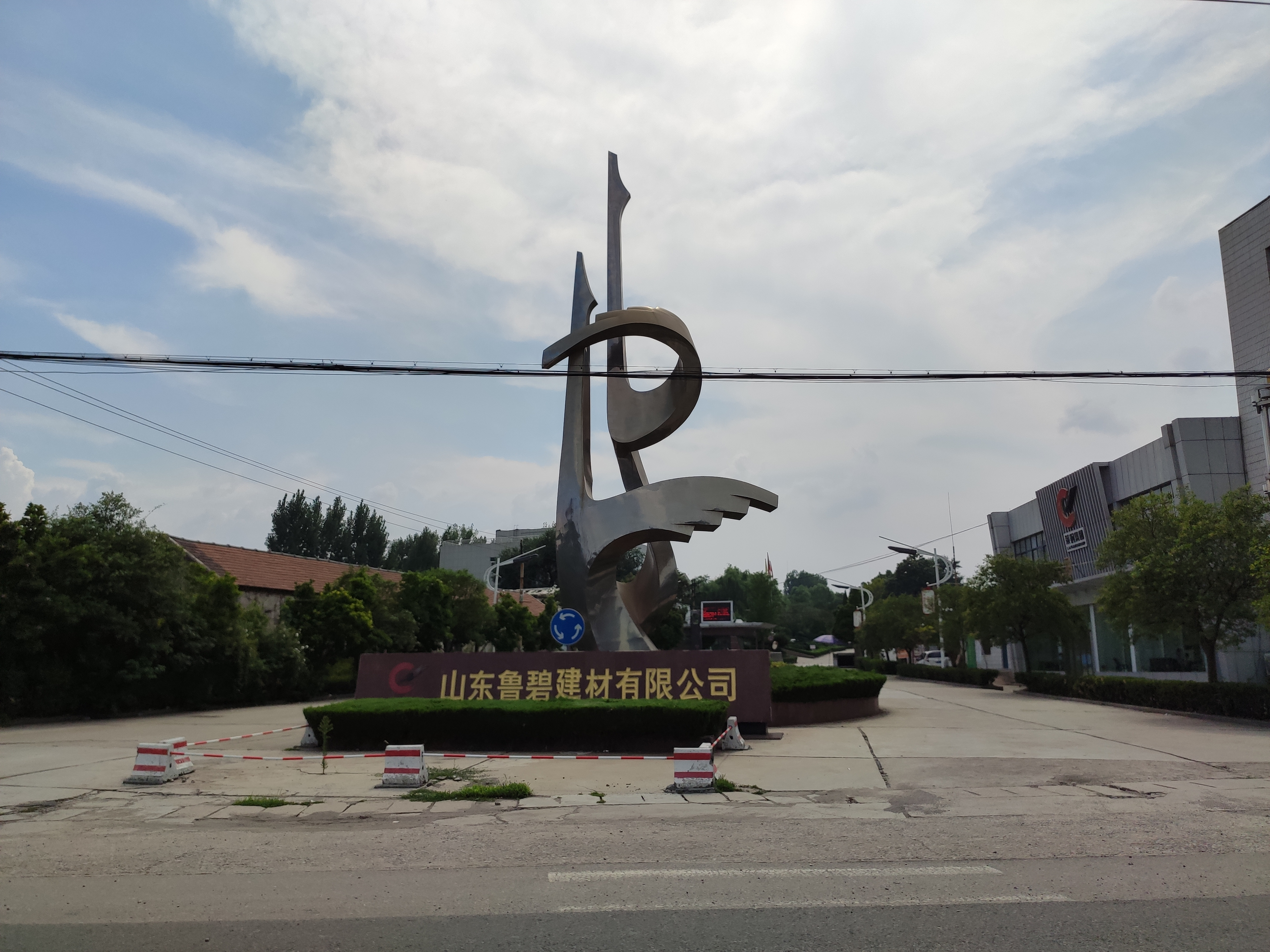
位于钢城区205国道沿线的莱钢集团鲁碧建材公司

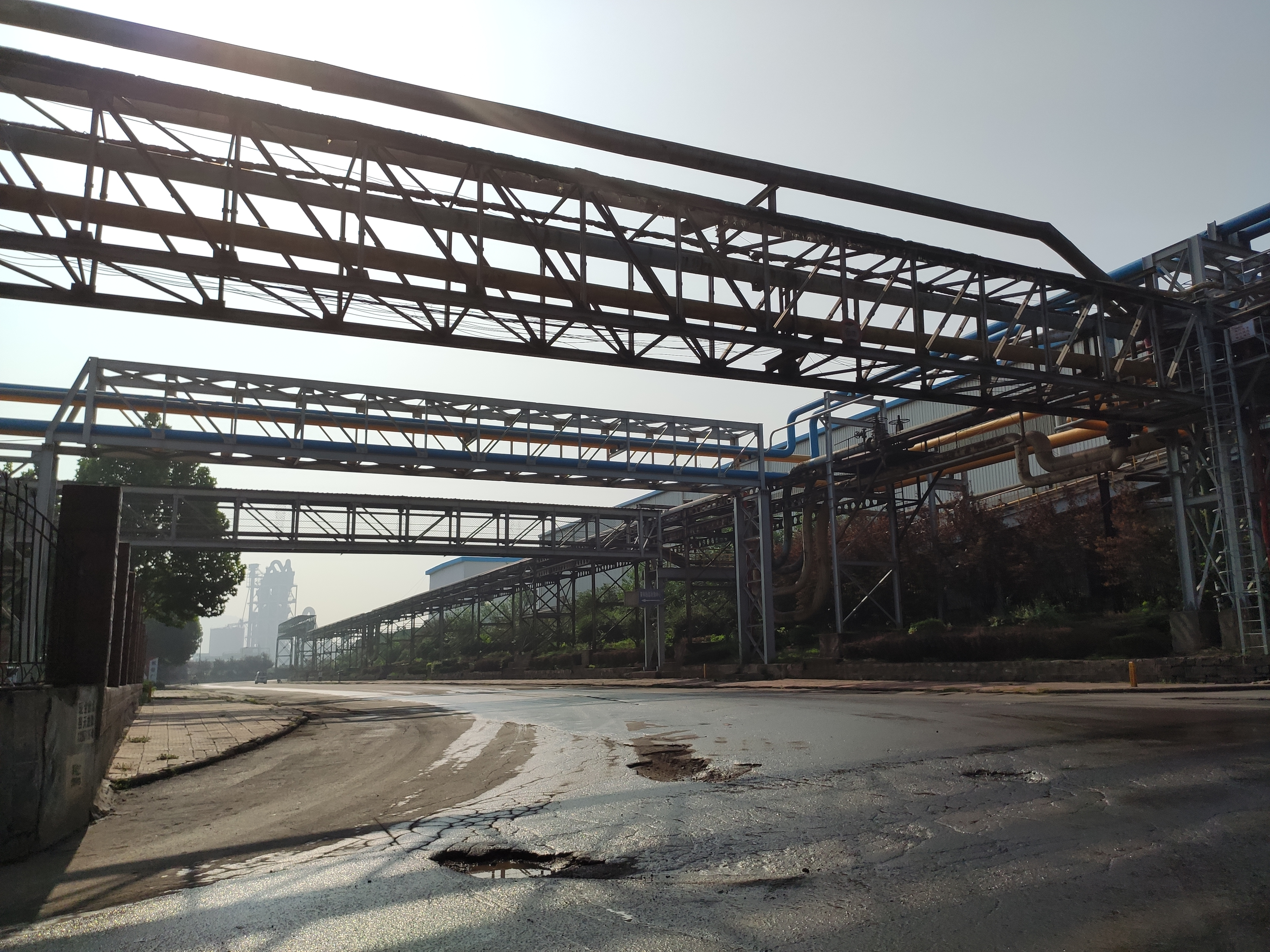
莱钢集团银山厂区一角，远处可见大型高炉

钢城区产业特色鲜明，以钢铁产业为主，至2018年，区内规模以上企业有132家，区内钢铁产能达到1500万吨，钢铁深加工能力达400万吨，年产汽车零部件2600万套，是全国最大的H型钢、齿轮钢、智能车库生产基地。粉末冶金产业等新兴产业发达，区内年制粉15万吨、制件3万吨，境内的莱钢集团粉末冶金公司是全国规模最大的粉末冶金材料生产基地，钢城区被称为“中国粉末冶金之都”。境内山东能源新汶矿业集团有限责任公司多家权属煤矿企业，煤矿开采发达。依托钢铁产业，区内物流贸易发达，境内有齐鲁钢铁物流园，物流贸易企业达到900家，年物流吞吐量达5000万吨。钢城区境内盛产“莱芜三黑”（黑猪、黑鸡、黑山羊），获得国家农产品原产地地理标识，被列入国家级种质资源保护库；区内汶源街道蜜桃种植面积10万亩，年产量1.5亿公斤，是“中国蜜桃之乡”。钢城区作为山东钢铁集团莱钢集团驻地，区域经济呈现“一钢独大”局面，工业发达。2018年，全区实现地区生产总值260.8亿元，人均生产总值79030元，明显优于山东省平均水平；地方财政收入完成18.7亿元，占济南全市财政收入约2.3%。城乡居民人均可支配收入分别达到 40893元、18085元。
钢城区中部、西部和南部的艾山街道、里辛街道依托莱钢集团发展，矿产资源丰富，工业发达，而钢城北部、东部辛庄镇、颜庄镇和汶源街道等地地形多样，农业种植发达。2018年，钢城区全区第一产业实现增加值9.17亿元、总产值17.6亿元，第二产业实现增加值161.37亿元、总产值752.97亿元，第三产业实现增加值90.33亿元。三大产业占比分别为3.5%、61.9%、34.6%。

### 第一产业
钢城区多山地，地形复杂多样，现代农业发达，2018 年，全区农业实现总产值17.6亿元。境内特色农产养殖业发达，境内的莱芜猪、莱芜黑山羊是国家级地方畜禽品种资源，区域内农户“三黑” （莱芜黑猪、黑鸡和黑山羊）养殖规模较大，境内建有莱黑牧业繁育生产加工基地和钢城金三黑繁育基地。区内中药种植业发展成形，境内有钢城区九龙药谷、秦菊等各类优质农产品基地7000亩。境内汶源街道有“中国蜜桃之乡”的美誉，境内引进黑桃、红桃等五彩桃品种10余种，改良传统品种，果树产业发达，区内果品产量大、品质好。
| 品种 | 单位 | 产量   | 比上年增长% |
| ---- | ---- | ------ | ----------- |
| 粮食 | 吨   | 30601  | -0.33       |
| 花生 | 吨   | 13726  | 30.97       |
| 果品 | 吨   | 103746 | 12.90       |
| 蔬菜 | 吨   | 154351 | -28.55      |
| 肉类 | 吨   | 11580  | -3.17       |

### 第二产业
钢城区一切工作围绕服务支持山东钢铁做大做强。第二产业重工业为区域支柱性产业，以山东钢铁集团莱钢集团为首，以全区为范围构建了山东省的钢铁重工业基地，第二产业发达，体系完善。

#### 工业历史
钢城区工业历史较早，发展体系全面。最早在西周时期，境内即有青铜器冶炼铸造。春秋时期，冶铁业出现并发展。汉代时境内官营冶铁业，今境内宋家庄仍存汉代冶铁遗址。唐代时境内采矿冶炼业兴起，境内有炒砂岭矿冶遗址、银山锡矿采矿遗址、西冶冶炼遗址。清代时煤炭业兴起，潘西一带开始开采煤矿，境内锡制品和银制品颇具名气。20世纪50年代，境内钢铁业开始发展，1958年莱芜县为山东省钢铁生产基地，1959年境内建设沂蒙生建钢铁厂（今莱钢集团第一铁厂旧址）。1965年境内建设新成铁工厂，作为“三线工程”项目。1970年1月，莱芜钢铁厂在境内建设，将境内的新成铁工厂、莱芜铁矿、沂蒙生建钢铁厂、新泰冶炼厂和即将建设的谷家台铁矿划归莱芜钢铁工程指挥部，钢城区大型工业开始发展。1980年代，区内发展乡镇企业，时颜庄公社（今颜庄镇）发展5家煤矿，另有铁矿、耐火材料厂等10家企业，工业产值与税收时列莱芜地区前列。

#### 工业现状
钢城区已纳入济南新旧动能转换先行区，作为先行区的 “南翼”，是济南市新旧动能转化的重点区域。钢城区发展背靠莱钢，立足“为莱钢服务，靠莱钢发展”的发展理念，实施厂地协作共建，依托莱钢集团重点发展钢铁业等相关第二产业。境内钢铁产能达到1500万吨，钢铁深加工能力达400 万吨，是全国最大的H型钢、齿轮钢、智能车库生产基地。依托钢铁产业优势，钢城区境内发育了锻压锻造、磁悬浮列车轨排、变速箱齿轮总成等钢铁深加工企业。截至2019年8月，钢城区是国家新材料产业化基地，国家火炬粉末冶金特色产业基地和山东省重要的钢铁物流基地，工业物流配送能力达到5000万吨。粉末冶金的装备和工艺发达，相关制品14万吨，钢渣微粉60万吨，产量为亚洲第一。境内以金鼎电子为龙头的电子信息产业，是目前国内最大的电子基材生产基地。

### 第三产业

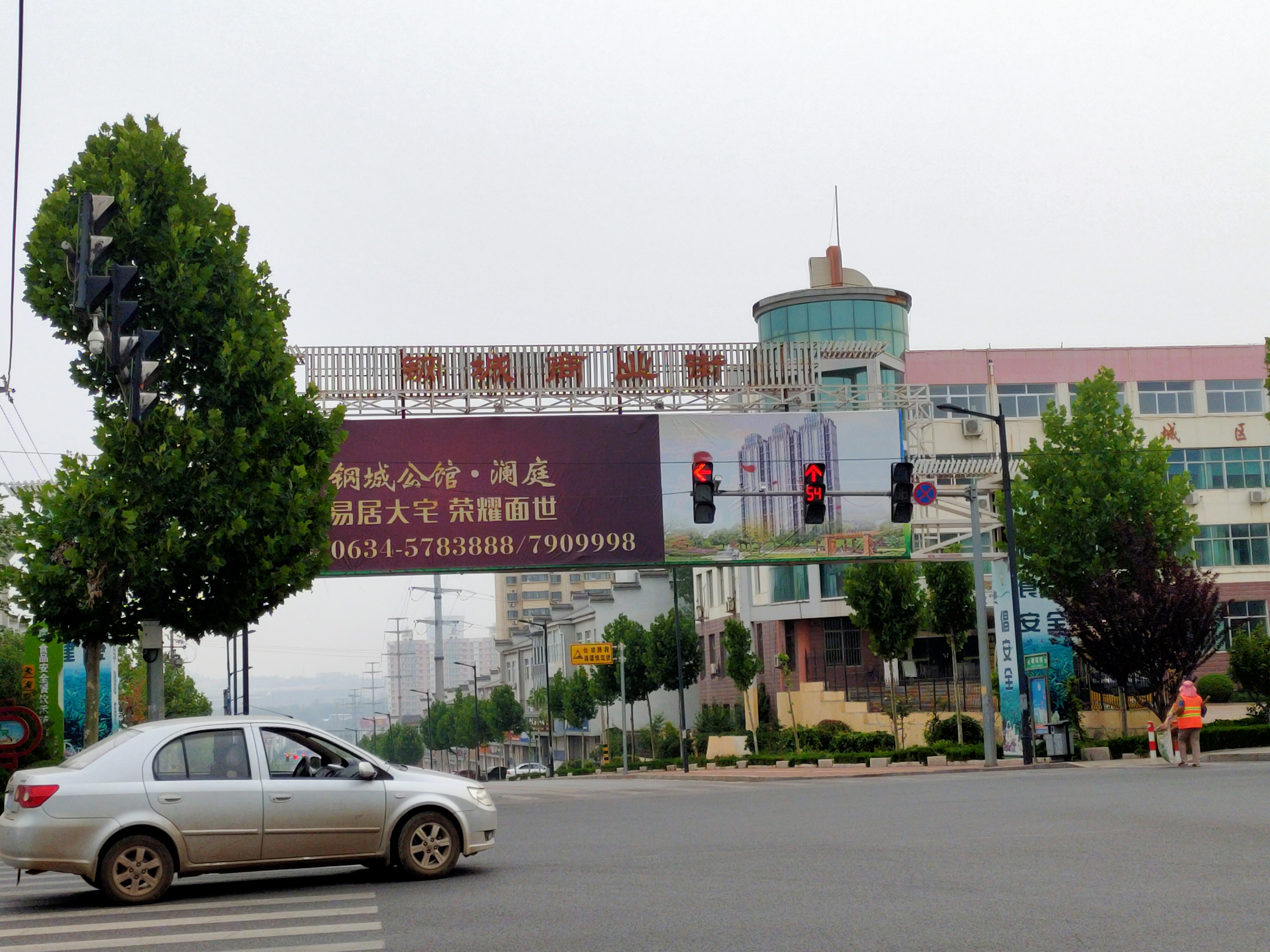
钢城区朝阳路商业街南首

2018年，钢城区实现社会消费品零售总额77.6亿元。境内电子商务迅猛发展，各类网店达到3000多家，跨境企业电商达到12家。
2018年，钢城区实现地区生产总值260.8亿元，人均生产总值79030元，地方财政收入18.7亿元。

## 交通

### 铁路

#### 货运
钢城区内铁路运输由中国铁路济南局集团有限公司运营，1960年开通运营的磁莱铁路经过钢城区有莱钢站、颜庄站停靠，为莱钢集团提供货物运输服务。

#### 客运
境内铁路客运依托济莱高速铁路，有一座高铁站钢城站，车场规模为2台4线，远期预留建设通往新泰市和临沂市的高铁规划。

#### 企业铁路
钢城区境内有大型国企山东钢铁集团莱钢集团，莱钢集团运输部负责企业原材物料输入、产品输出、铁水调送以及各生产工序间的衔接运输。截至2008年，境内莱钢集团运输部所辖铁道长度92.34千米，道岔292组，年货运能力3000万吨以上。其中企业铁水运输由铁路连接炼铁厂、炼钢厂和特钢厂三部分。

### 公路
钢城区道路网形成 “双环与组团方格网”，双环指内环和外环，内环由永兴路、府前大街、新兴路、桃花路、黄羊山大街组成，外环由北外环、东外环、南外环、西外环组成；组团方格网指省道 803 线、 N4N5、i4i1、草齐线、韩莱公路等主要对外通道，构建混合式路网结构。
境内有钢城汽车站，是莱芜长途客运有限公司客运分公司的下属二级单位。现有钢城始发至济南市区的济莱城际快客，票价25元，途径莱芜汽车总站。其余客运车辆均为经停。
区境内有 京沪高速公路、 205国道。

### 公共交通

#### 公交车
公共汽车为居民出行的主要交通工具，城市公交和城乡公交线路由莱芜长运公司承运，共有15条公交车线路，均为无人售票车，单一票价，钢城公交票价2元、接驳公交票价1元、区际公交票价3元、K306莱芜至新汶票价5元。持IC卡、学生卡可打折，60岁及以上老年人持老年卡免票。
| 线路            | 起始站                                                                         |
| --------------- | ------------------------------------------------------------------------------ |
| K201            | 莱芜区正泰电器城—钢城区铁铜沟                                                  |
| K209            | 莱芜区正泰电器城—钢城区政府                                                    |
| K213            | 莱芜区正泰电器城—黄庄卫生院                                                    |
| K301            | 钢城汽车站—八大庄—黄庄                                                         |
| K302上行        | 车站--黄羊山加油站--南赵--里辛--莱钢医院--鲁百商厦--莱芜四中--车站             |
| K302下行        | 车站--莱芜四中--文化宫--鲁百商厦--新兴广场--莱钢医院--里辛--北赵园--五中--车站 |
| K303            | 钢城汽车站—台子                                                                |
| K305            | 城子坡—双阳桥                                                                  |
| K306            | 莱芜汽车总站—新汶汽车站                                                        |
| K307            | 城子坡—贤女庙                                                                  |
| K308            | 钢城汽车站—东马泉                                                              |
| K309            | 钢城汽车站—黄金篮                                                              |
| K310            | 钢城汽车站 —北泉                                                               |
| K311            | 钢城汽车站—青冶行                                                              |
| K312            | 钢城汽车站—潘西                                                                |
| K313            | 钢城汽车站—东峪                                                                |
| 鲁中物流班线1班 | 五中—鲁中物流                                                                  |
| 鲁中物流班线2班 | 车站—鲁中物流                                                                  |

#### 轨道交通
钢城区境内轨道交通属于济南轨道交通的一部分。根据《济南市城市轨道交通第二期建设规划 (2019～2024 年) 社会稳定风险分析报告》，济南市城市轨道交通第二期建设规划（2019~2024 年）中的S3线一期项目部分位于钢城区境内，建设年限为 2019 年～2024 年。S3线一期工程线路南起钢城东站，北至山东大学站，主要沿钢都大街、南外环路、鄂刘线、长勺南路、长勺北路、莱城大道、京沪高速公路走行，全长约 89.3km，其中高架线 83.9km，地下线 1.1km，山岭隧道 4.3km。设车站 9 座，其中高架车站 8 座，地下车站 1 座。S3 线为连接济南市中心城区与莱芜地区的市域轨道交通线路，串联济南城区、莱芜区、钢城区及沿线城镇。

## 文化

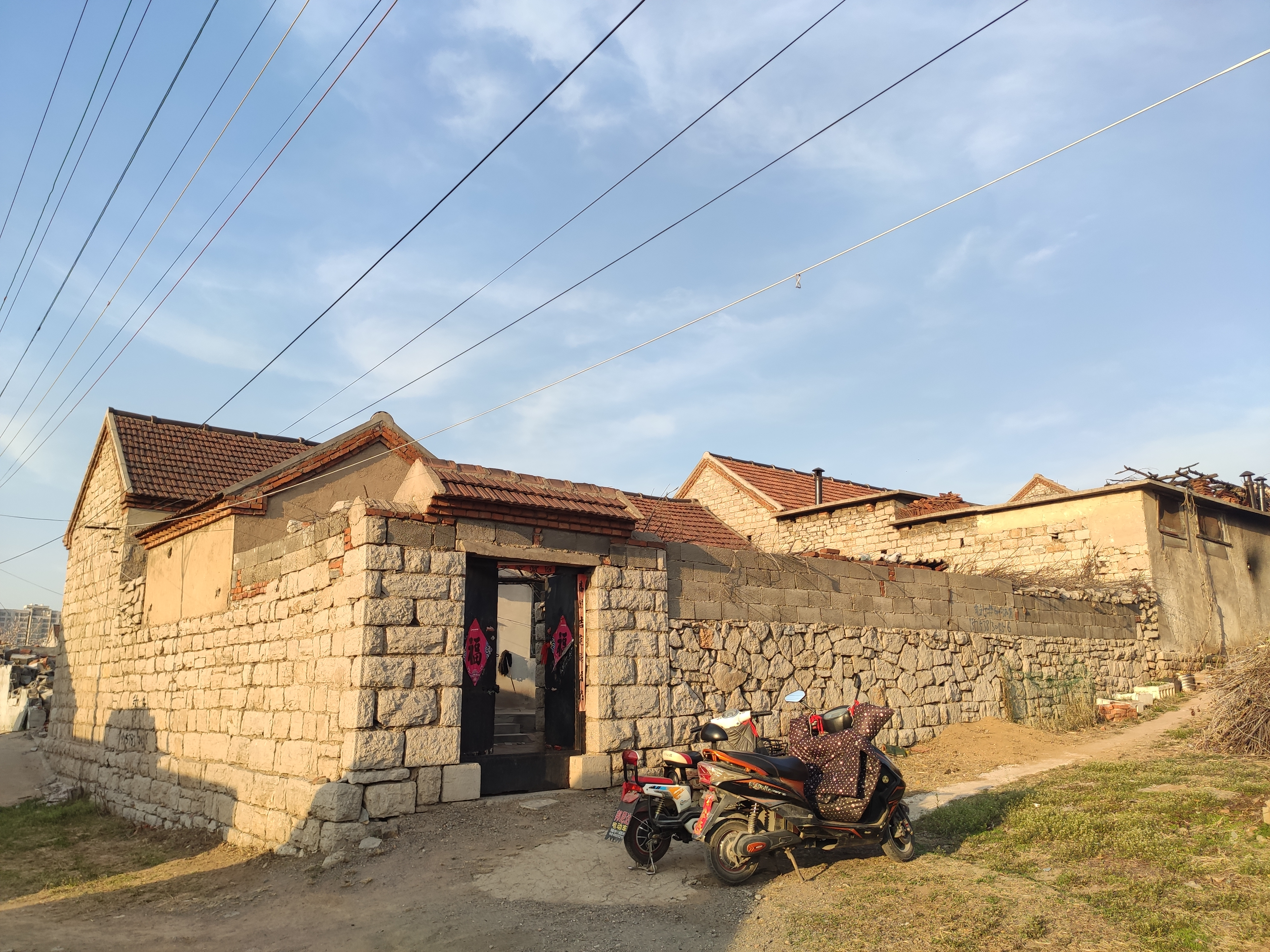
钢城传统民居以石头房为主，图为付家桥社区民居

### 语言
传统上，钢城区位于济南市莱芜地区，语言以莱芜话为主，语言学上系应属冀鲁官话石济片。
钢城区因早期支援莱钢集团建设，境内移民人口多，境内方言复杂，目前缺乏系统研究，境内常见方言有莱芜话、东北话、济南话、青岛话、上海话等。城市边缘和城中村以原住民为主，方言主要偏向莱芜话口音，主城区早期移民与流动人口多，方言多样，通用语言为普通话。

### 宗教
因莱钢集团早期建设，境内早期多为外地迁入人口，境内宗教来源外地。截至2005年，全区有伊斯兰教、基督教和天主教三种宗教组织，信教人数803人，其中基督教394人（含莱钢、潘西职工家属120人），天主教13人，伊斯兰教306人（含莱钢、潘西职工家属380人）。

## 社会

### 教育

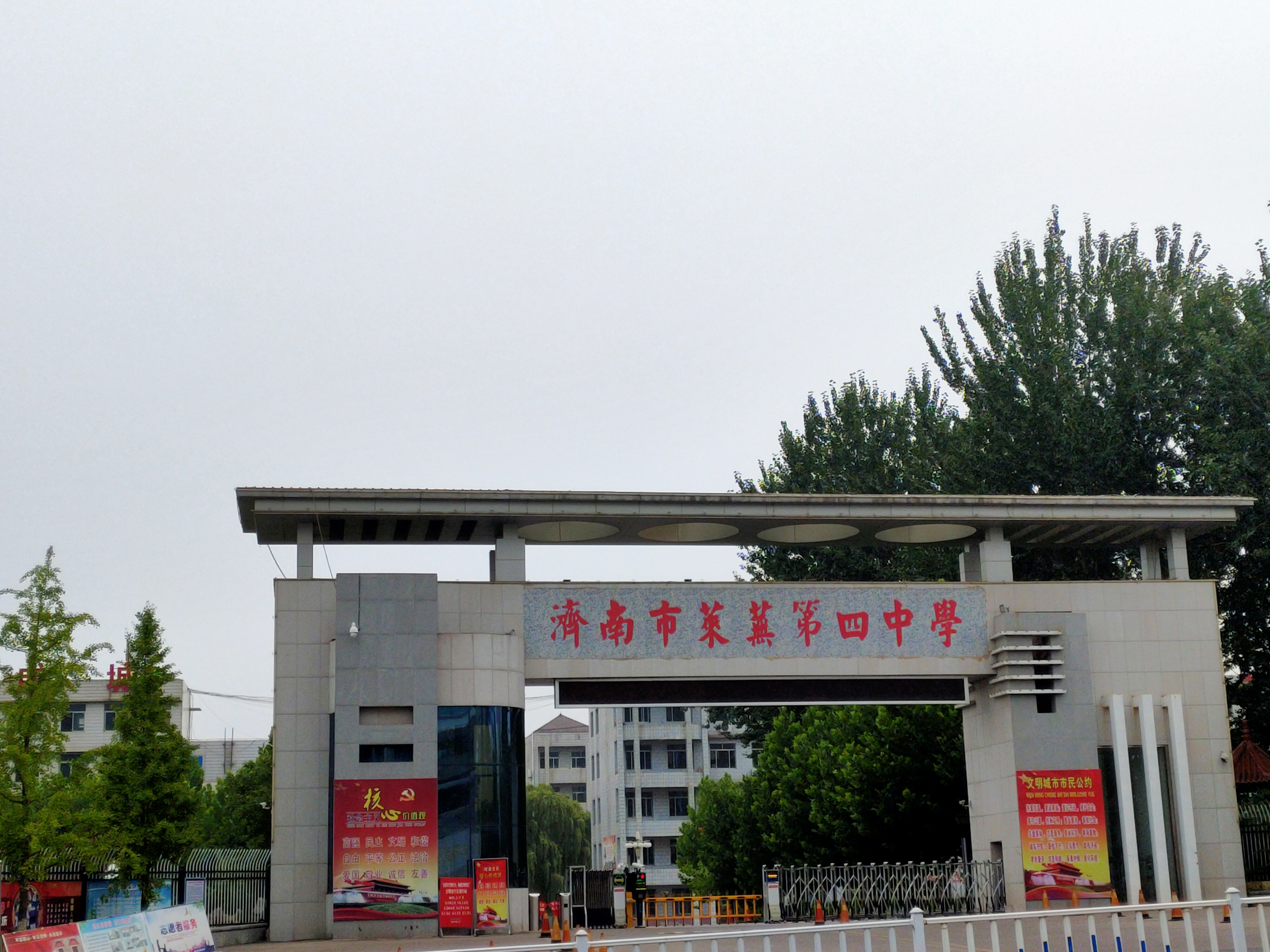
位于钢城区府前大街的莱芜四中

钢城区教育现有幼儿园78所，共401班；小学30所，共281班；初中6所，共143班；九年一贯制学校5所，共210班（小学部109班、初中部101班）。 

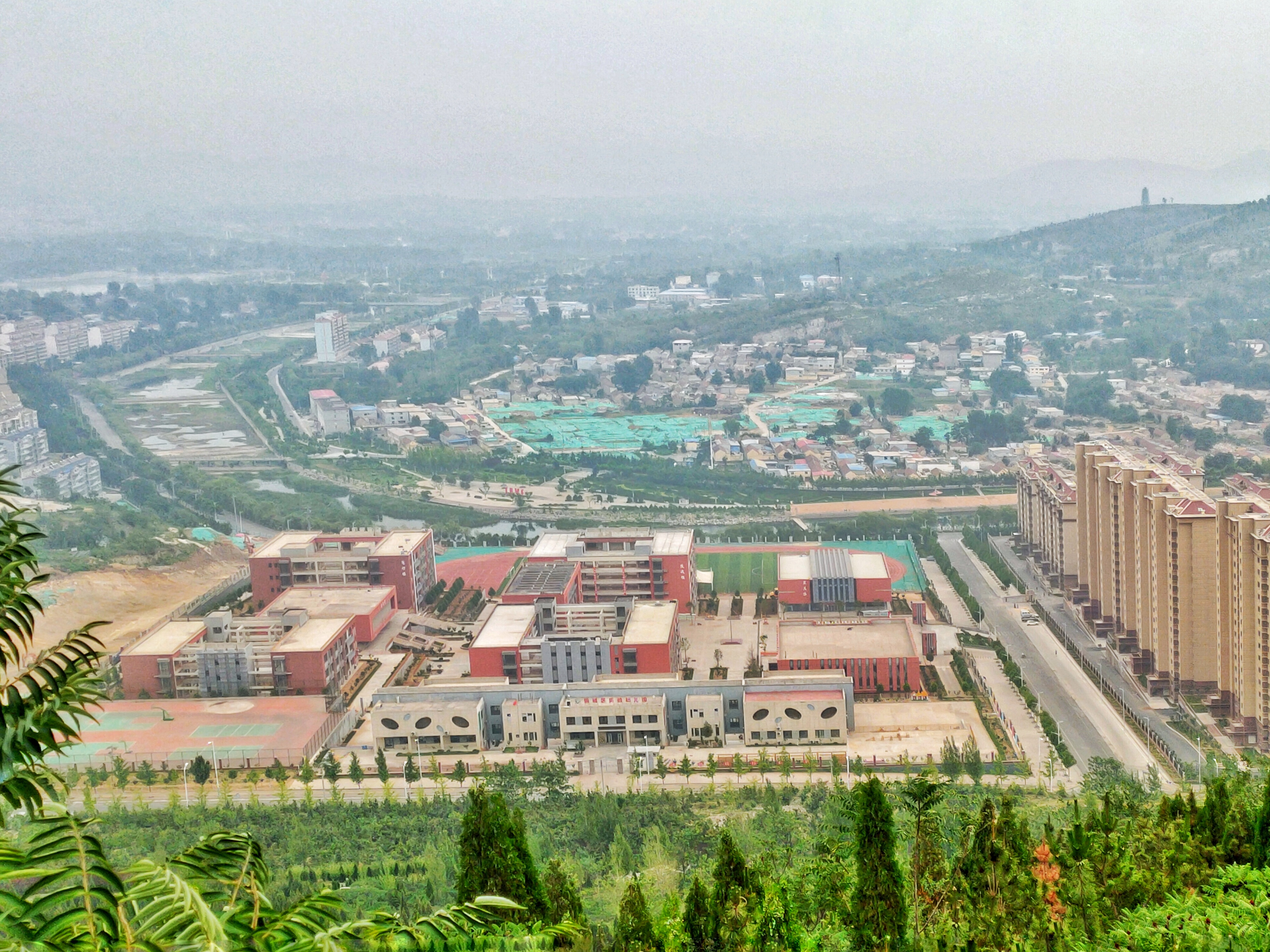
位于钢城区南部的钢城区实验学校

学校布局上整体呈现“内密外疏”的特点，各类教育设施主要集中于钢城区城市建城区和街镇驻地，如汶源街道、艾山街道。外围地区配置也基本满足要求。
钢城区教育资源配置现状千人指标：幼儿园31.4；小学37.8；初中31.2。

#### 学校列表
- 高中
  - 济南市莱钢高级中学
  - 济南市莱芜第四中学
- 九年一贯制
  - 济南市钢城区新兴路学校
  - 济南市钢城区双泉路学校
  - 济南市钢城区共建路学校
  - 济南市钢城区实验学校
  - 济南市钢城区金水河学校
- 初中
  - 济南市钢城区艾山一中
  - 济南市钢城区艾山二中
- 小学
  - 济南市钢城区友谊路小学
  - 济南市钢城区西冶联小

### 医疗
- 济南市第八人民医院（原济南市莱钢医院）[58]
- 济南市钢城区人民医院
- 山东健康集团莱芜中心医院